# Heka (Tanzania)
Heka è una circoscrizione rurale (rural ward) della Tanzania situata nel distretto di Manyoni, regione di Singida. Conta una popolazione di 7 921 abitanti (censimento 2012).